# Amaurolimnas concolor
Amaurolimnas concolor là một loài chim trong họ Rallidae.
được tìm thấy rộng rãi, nhưng tại địa phương, trong các khu rừng đầm lầy và vùng đất ngập nước phía nam Mexico, Trung và Nam Mỹ. Một phân loài Jamaica, gà nước Jamaica, đã bị tuyệt chủng